# Borogonalia impressifrons
Borogonalia impressifrons är en insektsart som beskrevs av Victor Antoine Signoret 1854. Borogonalia impressifrons ingår i släktet Borogonalia och familjen dvärgstritar. Inga underarter finns listade i Catalogue of Life.